# Carnaval (film 2021)
Carnaval è un film del 2021 diretto da Leandro Neri.

## Trama
L'influencer Nina scopre un video del tradimento del suo fidanzato. Per superare la delusione, decide di usare le sue conoscenze per fare un viaggio di svago a Salvador insieme alle sue migliori amiche, nel bel mezzo del Carnevale.

## Distribuzione
Il film è stato distribuito sulla piattaforma Netflix a partire dal 2 giugno 2021.